# 사이코너츠
《사이코너츠》는 더블 파인 프로덕션이 제작한 2005년 3D 플랫폼 게임이다. 본래 마제스코 엔터테인먼트가 배급을 맡아 마이크로소프트 윈도우, 엑스박스 및 플레이스테이션 2로 출시됐다. 2011년 더블 파인이 게임에 대한 판권을 획득한 이후 현대 사양에 맞춘 개선판이 윈도우로 재출시됐고 OS X 및 리눅스 이식판도 발매했다.
《사이코너츠》의 플레이어 캐릭터이자 주인공은 심리 초능력을 가진 소년 라즈 (성우 리처드 스티븐 호비츠)로, 아버지의 서커스에서 몰래 빠져나와 전문 초능력 스파이 '사이코너츠'를 기르는 아이들이 가는 여름 캠프에 몰래 참가하는 것으로 이야기가 시작된다. 여름 캠프에서 수상한 계획이 꾸며지고 있는 것을 알아챈 라즈가 등장인물들 마음의 세계 속에 들어가 음모를 밝히는 것이 게임의 주 내용으로, 각자 충격과 공포가 서린 기억으로 인해 뒤틀린 심적 공간을 초능력을 사용해 누비면서 스테이지를 돌파하고 당사자의 트라우마를 극복해주는 것이 목표이다.
《사이코너츠》는 팀 섀퍼가 루카스아츠에 재직하던 시절 어드벤처 게임 《풀 스로틀》을 제작하던 도중 떠올린 구상에 착안한 게임으로, 그가 새 회사 더블 파인을 차린 후 개발이 시작됐다. 원래 마이크로소프트의 에드 프리즈에게 지원을 받아 엑스박스로 독점출시할 예정이었으나, 외부적 요인으로 인한 더블 파인과의 마찰과 2004년 에드 프리즈의 퇴직 등 여러 가지 이유로 마이크로소프트가 배급을 포기하면서 최종적으로는 마제스코의 도움을 받아 게임을 발매하게 됐다. 총 개발 기간은 약 4년 반 정도였다.
출시 당시 《사이코너츠》는 언론에서 호평을 받았으나 초기 판매량이 10만 장에 그치면서 상업적 실패를 기록하게 됐고, 이는 마제스코 엔터테인먼트가 비디오 게임 산업에서 이탈하는 결과를 낳았다. 이후 더블 파인은 판권을 획득하면서 현대 PC를 지원하는 개선판을 디지털 플랫폼으로 재발매했다. 2015년 12월 기준으로 누적 판매량이 170만 장을 달성했다고 발표했다. 2015년 더 게임 어워즈에서 후속작 《사이코너츠 2》가 발표됐다.

## 개발
《사이코너츠》는 전 루카스아츠 기획자였던 팀 섀퍼가 설립한 더블 파인 프로덕션즈의 데뷔작이었다. 제작진 중에는 《그림 판당고》에서 섀퍼과 같이 작업했던 개발자들도 포함됐다.

## 참조
1. ↑  영어: Psychonauts